# Tanzánia hadereje
Tanzánia hadereje a szárazföldi erőkből, a légierőből és a haditengerészetből áll.

## Fegyveres erők létszáma
- Aktív: 27 000 fő
- Tartalékos: 80 000 fő

## Szárazföldi erők
Létszám
23 000 fő
Állomány
- 1 páncélos dandár
- 5 gyalog dandár
- 1 tüzér osztály
- 1 páncéltörő osztály
- 1 műszaki ezred

Felszerelés
- 50 db harckocsi (T–54, T–55, kínai 59-es típus)
- 50 db közepes harckocsi
- 10 db felderítő harcjármű (BRDM–2)
- 40 db páncélozott szállító jármű
- 150 db tüzérségi löveg

## Légierő
Létszám
3000 fő
Állomány
- 1 vadászrepülő század
- 1 szállító repülő század

Felszerelés
- 20 db harci repülőgép (kínai J–5, J–6, J–7)
- 12 db szállító repülőgép
- 4 db szállító helikopter

## Haditengerészet
Létszám
1000 fő
Hadihajók
- 6 db járőrhajó